# Sychari
Sychari o Sichari (in greco Συγχαρί? localmente [sixːaˈɾi]; in turco Aşağı Taşkent o Kaynakköy) è un villaggio di Cipro. È sotto il controllo de facto di Cipro del Nord, dove appartiene al distretto di Girne, mentre de iure appartiene al distretto di Kyrenia della Repubblica di Cipro. Prima del 1974, il villaggio era abitato esclusivamente da greco-ciprioti.
La sua popolazione nel 2011 era di 290 abitanti.

## Geografia fisica
Esso è situato a circa tre chilometri a ovest del castello di Buffavento. Si trova a tredici chilometri a sud-est della città di Kyrenia, sulle pendici meridionali delle montagne del Pentadaktilos.

## Origini del nome
L'origine del nome greco è oscura. Nel 1975 il villaggio è stato ribattezzato dai turco-ciprioti Kaynakköy, che significa "villaggio delle sorgenti". Tuttavia, dopo la fusione con il villaggio di Vouno/Taşkent è stato rinominato nuovamente come Aşağı Taşkent.

## Società

### Evoluzione demografica
Prima del 1974, il villaggio era abitato esclusivamente da greco-ciprioti. Nel censimento ottomano del 1831, i cristiani costituivano gli unici abitanti del villaggio. La sua popolazione è aumentata costantemente da 134 abitanti nel 1891 a 356 nel 1960.
Tutti gli abitanti del villaggio sono stati sfollati nel 1974, quando tra il luglio e l'agosto del 1974 sono fuggiti dall'esercito turco in avanzata verso la parte meridionale dell'isola. Attualmente, come il resto dei greco-ciprioti sfollati, i greco-ciprioti di Sichari sono sparsi in tutto il sud dell'isola, soprattutto nelle città. Il numero dei greco-ciprioti di Sichari sfollati nel 1974 era di circa 390 (381 nel censimento del 1973).
Oggi il villaggio è abitato principalmente da sfollati turco-ciprioti provenienti dal sud dell'isola, soprattutto dal villaggio di Tokhni/Taşkent, ma anche da Limassol e Kalavasos. Nel villaggio vivono anche alcuni cittadini turchi. Secondo il censimento turco-cipriota del 2006, la popolazione di Taşkent, compresi gli abitanti dei villaggi di Vouno/Taşkent e Sykhari/Aşağı Taşkent, è di 553 abitanti.